# 2021년 FIFA 풋살 월드컵
2021년 FIFA 풋살 월드컵은 2021년에 리투아니아에서 열렸던 FIFA 풋살 월드컵의 9번째 대회이다.
이 대회는 리투아니아가 처음으로 개최하는 FIFA 대회이며 스페인에서 개최된 1996년 FIFA 풋살 세계 선수권 대회 이후로 25년 만에 유럽에서 열리는 대회이다. 원래는 2020년 9월 12일부터 10월 4일까지 2020년 FIFA 풋살 월드컵으로 열릴 예정이었으나 FIFA는 2020년 4월 3일에 전 세계에서 일어난 코로나19 범유행의 여파로 인하여 해당 대회를 연기하고 일정을 재조정한다고 발표하였다.
2020년 5월 12일, FIFA는 대회를 2021년 9월 12일부터 10월 3일까지 개최할 예정이라고 알리고 계속해서 상황을 주시하겠다고 밝혔다.
포르투갈이 이 대회에서 우승하였다.

## 경기장
| 빌뉴스                   | 카우나스         | 클라이페다        |
| ------------------------ | ---------------- | ----------------- |
| 지멘스 아레나            | 잘기리스 아레나  | 슈비츠리스 아레나 |
| 수용인원: 10,000         | 수용인원: 13,807 | 수용인원: 6,200   |
|                          |                  |                   |
| 빌뉴스카우나스클라이페다 |                  |                   |